# Franc Kosi
Franc Kosi, slovenski veteran vojne za Slovenijo, * ?.

## Odlikovanja in nagrade
Leta 1993 je prejel častni znak svobode Republike Slovenije z naslednjo utemeljitvijo: »za izjemne zasluge pri obrambi svobode in uveljavljanju suverenosti Republike Slovenije«. 2021 pa ...